# Chiradzulu
Chiradzulu è un centro abitato del Malawi, situato nella Regione Meridionale.